# Địa phương Tây Tạng (phân khu hành chính)
Địa phương Tây Tạng là một đơn vị hành chính cấp tỉnh của Trung Hoa Dân quốc và Cộng hòa Nhân dân Trung Hoa.
Trung Hoa Dân Quốc chưa bao giờ có bất kỳ quyền kiểm soát thực sự nào đối với khu vực, mà thực tế, quyền này do chính phủ Ganden Phodrang tại Lhasa. Khi nước cộng hòa được thành lập vào năm 1912, hội đồng Kashag kiểm soát cùng khu vực với địa phương Tây Tạng, nhưng sau đó cũng nắm quyền kiểm soát khu vực phía tây tỉnh Tây Khang; do đó, trong phần lớn thời kỳ THDQ, chính phủ Lhasa kiểm soát một vùng đất gần giống với Khu tự trị Tây Tạng đương đại.
Cộng hòa Nhân dân Trung Hoa đã xâm chiếm Qamdo (không phải là một phần của địa phương Tây Tạng cho đến năm 1951) vào năm 1950 và kết hợp các vùng do Đạt-lại Lạt-ma kiểm soát vào năm 1951.
Sau cuộc nổi dậy Tây Tạng năm 1959, Quốc vụ viện Trung Quốc đã ra lệnh thay thế chính quyền Kashag bằng "Ủy ban trù bị cho Khu tự trị Tây Tạng" được thành lập năm 1956. Khu tự trị Tây Tạng hiện tại được thành lập năm 1965.